# Покаяння в християнстві

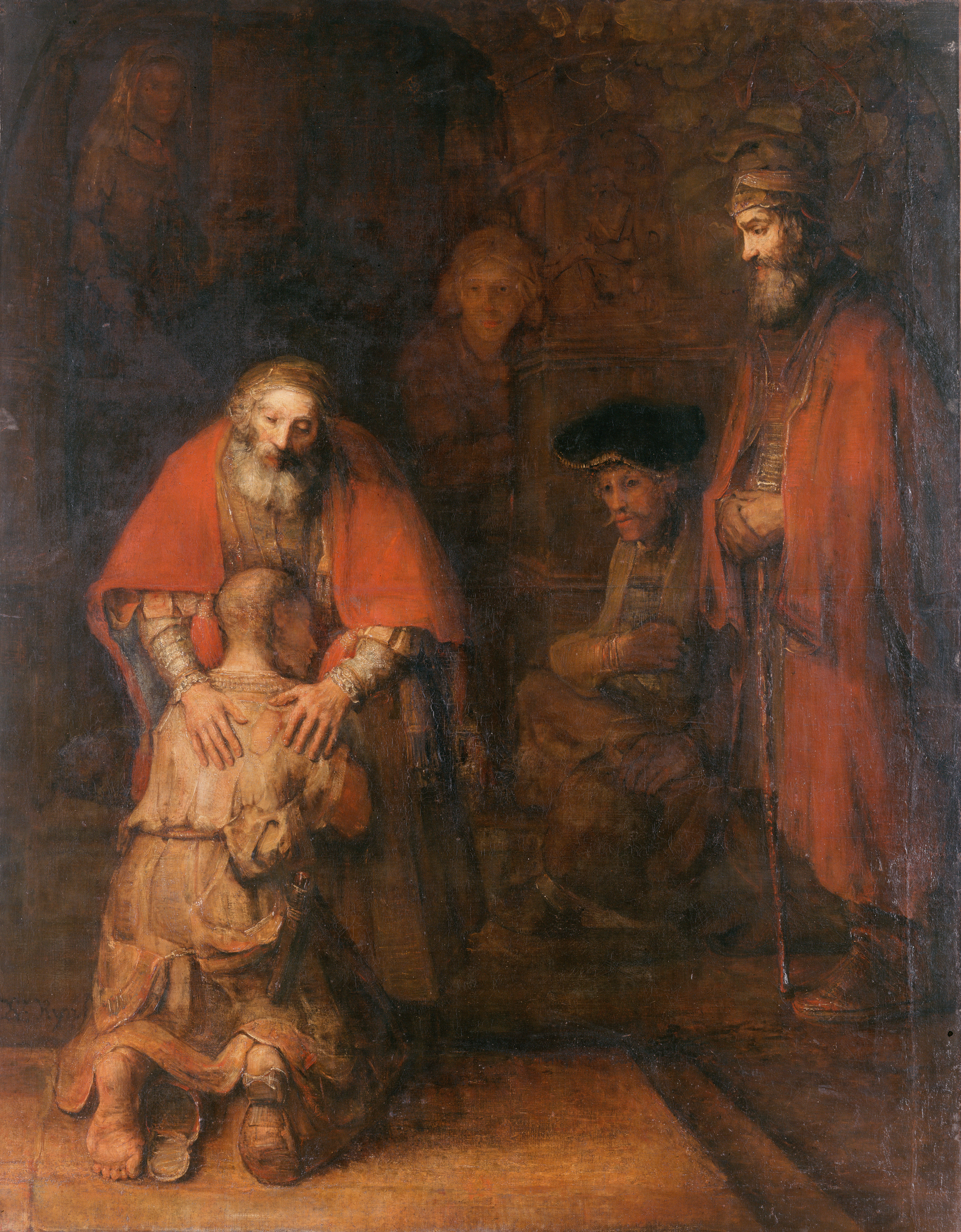
Картина Рембрандта «Повернення блудного сина». Приклад покаяння описаний у біблійній притчі про блудного сина

Покаяння (дав.-гр. μετάνοια — «скорбота (про те, що сталося), каяття», буквально — «зміна думок», від μετα- — приставка, що означає «зміна, переміна» і νόος, νοῦς — «думка, розум, спосіб думок») — богословський термін у християнстві, що означає усвідомлення грішником своїх гріхів перед Богом. Як правило, покаяння супроводжується радикальним переглядом своїх поглядів та системи цінностей. Результат покаяння — рішення про відмову від гріха. У Біблії покаяння описується і як миттєве рішення, і як тривалий процес, що може тривати до кінця життя. 
Також у християнстві це назва одного з Таїнств (також називається Таїнством Сповіді, Примирення) — дія, під час якої людина кається у своїх гріхах і отримує розрішення, тобто відпущення гріхів через священника. 

## Важливість покаяння
Іван Хреститель починав проповідь «Покайтесь, бо наблизилося Царство Небесне!», та наголошував на необхідності плоду покаяння грішників: 
|             | Як побачив же він багатьох фарисе́їв та саддуке́їв, що приходять на хрищення, то промовив до них: „Роде зміїний, — хто вас надоуми́в утікати від гніву майбутнього? Отож, — учиніть гідний плід покая́ння! І не ду́майте говорити в собі: „Ми маємо отця Авраама“. Кажу́ бо я вам, що Бог може піднести дітей Авраамові з цього камі́ння! Бо вже до корі́ння дерев і сокира прикла́дена: кожне ж дерево, що доброго пло́ду не родить, буде зрубане та й в огонь буде вкинене. Я хрищу́ вас водою на покая́ння, але Той, Хто йде по мені, поту́жніший від мене: я недосто́йний понести взуття́ Йому! Він христитиме вас Святим Духом й огнем. 12 У руці Своїй має Він ві́ячку, і перечистить Свій тік: пшеницю Свою Він збере до засі́ків, а полову попа́лить ув огні невгаси́мім“. |
| — Мт 3:7-12 | |

Ісус Христос також почав свою проповідь словами: «Покайтеся, бо наблизилося Царство Небесне!» (Мт. 4:17). Звертаючись до юдеїв із закликом до покаяння Христос, Іван Хреститель та апостоли не роз'яснювали сенсу цього слова, оскільки воно було добре знайоме мешканцям Ізраїлю. У євреїв покаяння називалося тшува (івр. תשובה) і служив «фундаментальною ідеєю віри пророків, постійно закликає Ізраїль покаятися у своїх гріхах, поки не стало занадто пізно». 
Як синонім покаяння в Біблії іноді використовується слово «верніться», наприклад: «Верніться кожен зі своєї злої дороги та зі зла ваших учинків» (Єр. 25:5).
Так, старозавітній пророк Осія звертався до єврейського народу: «Вернися, Ізраїлю, до Господа, Бога свого… Візьміть із собою слова, та й зверніться до Господа» (Ос 14:2-3).
Подібне ставлення до покаяння збереглося і в Новому Завіті. Христос у своїй проповіді підкреслював, що спасіння дається тому, хто кається. На думку авторів «Богословських статей Нової навчальної Женевської Біблії», істинна віра неможлива без покаяння, а надія на спасіння душі просто через віру в Ісуса Христа, але без покаяння «згубна помилка».
Про це говорили і отці Церкви. Наприклад, Марк Подвижник стверджував: «Немає іншого, такого ж доброго і милостивого, як Бог, але навіть Він не прощає нерозкаяного [… ]. Всю безліч Божих заповідей можна звести до одного початку — покаяння […]. Ми засуджуємось не за безліч наших гріхів, а за те, що відмовляємося каятися […]. І для великих, і для малих покаяння залишається недосконалим до самого  смертного часу».

## Сутність покаяння
Грецьке слово дав.-гр. μετάνοια (метаноя) означає «зміну розуму», «зміну думок».
На думку кальвіністського теолога Артура Пінка, Біблія говорить про три види покаяння:
- «покаяння відчаю» (наприклад, Ісав, Фараон, Ахітофел та Юда Іскаріот);
- «покаяння виправлення» (Ахав і ті, хто покаявся після проповіді Йони);
- «покаяння на спасіння» (2Кор 7:10).

Пінк зазначає, що нерідко люди вважають за справжнє покаяння страх перед Божим покаранням. «Це ніяким чином не так. Засудження законом — це страх пекла, євангельське покаяння — це звернення до Бога; одне — страх покарання, інше — страх гріха; одне — впливає на розум, інше — пом'якшує серце». — Зазначає він.
Покаяння має на увазі не так жаль про минуле, як новий погляд людини на себе, на інших і на Бога. Навернутися, пояснює Митрополит Антоній Сурозький «означає відвернутися від безлічі речей, які мали ціну для нас лише тому, що були нам приємні чи корисні. Навернення проявляється насамперед у зміні шкали цінностей: коли в центрі всього Бог, решта стає на нові місця, отримує нову глибину».

## Істинність покаяння
Зовнішньою ознакою істинності покаяння є подальше життя, думки та вчинки грішника. «По їхніх плодах пізнаєте їх» Мт. 7:20 — вчив Христос розрізняти християн та лжехристиян.
«Багато хто вважає, що якщо людина проливає сльози або здається розбитою через свою неправедну життєву дорогу, то це доводить, що рятівна Божа благодать розпочала свою роботу в душі цієї людини. Але це висновок невірний. Не можна плутати докори нечистої совісті з тим переконанням і усвідомленням гріха, яке дає Святий Дух», — стверджує протестантський екзегет Артур Пінк. На його думку, покаяння передбачає щиру згоду з Божим законом, основною всеосяжною заповіддю якого є «полюби Господа Бога твого всім серцем твоїм». Крім того, для істинного покаяння характерна постійна відраза від гріха в цілому, а не тимчасове жаль щодо кожного окремого гріха.
Цієї ж думки дотримувався відомий баптистський проповідник Чарльз Сперджен: «ви не повинні обманювати себе, думаючи, що бути праведним протягом тижня достатньо, щоб вважатися доказом того, що ви врятовані — має бути вічна ненависть до зла. Та зміна, яку робить Бог, не є ні минущою, ні поверховою; це не зрізання верхівки бур'янів, але виривання його з коренем; це не просто очищення на один день від пилу, але видалення того, що є причиною цього пилу».

## Таїнство
В католицизмі та ортодоксальному християнстві Покаяння (Сповідь, Примирення) - назва одного з Таїнств, яке відбувається через священника, згідно з словами Ісуса Христа в  Євангелії від Йоанна (Йо. 20, 22-23).
|  | Прийміть Духа Святого! Кому відпустите гріхи – відпустяться їм, кому ж затримаєте – затримаються |

Хоча в протестантських течіях не визнається це таїнство, але покаяння також є загальною практикою віросповідання.
Мартін Лютер наголошував - «Ісус Христос, кажучи “Покайтеся!”, хотів, щоб усе життя віруючих було покаянням».
Покаяння є співдією людини з Богом, поверненням душі до Творця, необхідною умовою спасіння.